# Mistrovství Evropy v basketbalu žen 2001
28. mistrovství Evropy v basketbalu žen proběhlo v dnech 14. – 23. září ve francouzských městech Orléans, Le Mans a Gravelines.
Turnaje se zúčastnilo 12 týmů, rozdělených do dvou šestičlenných skupin. První čtyři družstva postoupila do Play off. Mistrem Evropy se stalo družstvo Litvy.

## Výsledky a tabulky

### Skupina A
|    |            | FRA   | ESP    | POL   | YUG    | ROM   | UKR   | V | P | Skóre   | B  |
| 1. | Francie    | ***   | 70:64  | 73:66 | 88:67  | 91:52 | 84:71 | 5 | 0 | 406:320 | 10 |
| 2. | Španělsko  | 64:70 | ***    | 78:68 | 79:80p | 83:61 | 93:65 | 3 | 2 | 397:344 | 8  |
| 3. | Polsko     | 66:73 | 68:78  | ***   | 83:66  | 76:55 | 61:57 | 3 | 2 | 354:329 | 8  |
| 4. | Jugoslávie | 67:88 | 80:79p | 66:83 | ***    | 87:61 | 83:62 | 3 | 2 | 323:373 | 8  |
| 5. | Rumunsko   | 52:91 | 61:83  | 55:76 | 61:87  | ***   | 86:67 | 1 | 4 | 315:404 | 6  |
| 6. | Ukrajina   | 71:84 | 65:93  | 57:61 | 62:83  | 67:86 | ***   | 0 | 5 | 322:407 | 5  |

 Jugoslávie –  Ukrajina 83:62 (24:17, 48:26, 61:45)
14. září 2001 (14:30) – Orleans
 Španělsko –  Polsko 78:68 (19:13, 39:22, 53:42)
14. září 2001 (17:00) – Orleans
 Francie –  Rumunsko 91:52 (24:12, 44:24, 73:42)
14. září 2001 (20:00) – Orleans
 Španělsko –  Ukrajina 93:65 (24:16, 43:35, 65:51)
15. září 2001 (15:00) – Orleans
 Polsko –  Rumunsko 76:55 (15:13, 39:30, 65:42)
15. září 2001 (17:30) – Orleans
 Francie –  Jugoslávie 88:67 (24:23, 41:38, 61:49)
15. září 2001 (20:00) – Orleans
 Španělsko –  Rumunsko 83:61 (25:13, 50:29, 70:49)
16. září 2001 (15:00) – Orleans
 Francie –  Ukrajina 84:71 (21:19, 46:35, 61:56)
16. září 2001 (17:30) – Orleans
 Polsko –  Jugoslávie 83:66 (20:20, 42:36, 63:45)
16. září 2001 (20:00) – Orleans
 Rumunsko –  Ukrajina 86:67 (26:17, 47:34, 68:49)
18. září 2001 (15:00) – Orleans
 Jugoslávie –  Španělsko 80:79pp (16:23, 33:41, 55:50, 71:71)
18. září 2001 (17:30) – Orleans
 Francie –  Polsko 73:66 (18:18, 30:43, 49:56)
18. září 2001 (20:00) – Orleans
 Jugoslávie –  Rumunsko 87:61 (18:16, 42:35, 67:46)
19. září 2001 (15:00) – Orleans
 Polsko –  Ukrajina 61:57 (16:17, 33:33, 49:48)
19. září 2001 (17:30) – Orleans
 Francie –  Španělsko 70:64 (16:18, 39:26, 47:45)
19. září 2001 (20:00) – Orleans

### Skupina B
|    |           | RUS   | LIT   | HUN    | SVK   | GRE   | CZE    | V | P | Skóre   | B |
| 1. | Rusko     | ***   | 78:70 | 61:65  | 60:52 | 80:35 | 77:54  | 4 | 1 | 356:276 | 9 |
| 2. | Litva     | 70:78 | ***   | 65:62  | 76:63 | 78:75 | 80:80  | 4 | 1 | 371:358 | 9 |
| 3. | Maďarsko  | 65:61 | 62:65 | ***    | 61:56 | 74:63 | 55:57p | 3 | 2 | 317:305 | 8 |
| 4. | Slovensko | 52:60 | 63:76 | 56:61  | ***   | 81:74 | 85:70  | 2 | 3 | 337:341 | 7 |
| 5. | Řecko     | 35:80 | 75:78 | 63:74  | 74:81 | ***   | 72:67  | 1 | 4 | 319:380 | 6 |
| 6. | Česko     | 54:77 | 80:82 | 57:55p | 70:85 | 67:72 | ***    | 1 | 4 | 328:371 | 6 |

 Litva –  Řecko 78:75 (21:15, 45:42, 62:60)
14. září 2001 (14:30) – Gravelines
 Slovensko –  Česko 85:70 (21:22, 41:38, 66:53)
14. září 2001 (17:00) – Gravelines
 Maďarsko –  Rusko 65:61 (17:11, 27:37, 49:52)
14. září 2001 (20:00) – Gravelines
 Litva –  Česko 82:80 (27:20, 49:37, 63:50)
15. září 2001 (15:00) – Gravelines
 Maďarsko –  Slovensko 61:56 (16:20, 30:27, 44:43)
15. září 2001 (17:30) – Gravelines
 Rusko –  Řecko 80:35 (17:7, 34:20, 56:26)
15. září 2001 (20:00) – Gravelines
 Česko –  Maďarsko 57:55p (15:12, 21:26, 33:36, 50:50)
16. září 2001 (15:00) – Gravelines
 Rusko –  Litva 78:70 (22:21, 40:44, 57:59)
16. září 2001 (17:30) – Gravelines
 Slovensko - Řecko 81:74 (16:16, 41:32, 58:55)
16. září 2001 (20:00) – Gravelines
 Litva –  Maďarsko 65:62 (14:21, 31:30, 55:43)
18. září 2001 (15:00) – Gravelines
 Řecko –  Česko 72:67 (25:17, 39:35, 57:50)
18. září 2001 (17:30) – Gravelines
 Rusko –  Slovensko 60:52 (20:9, 33:24, 43:36)
18. září 2001 (20:00) – Gravelines
 Maďarsko –  Řecko 74:63 (25:14, 31:34, 52:47)
19. září 2001 (15:00) – Gravelines
 Litva –  Slovensko 76:63 (12:13, 26:26, 51:43)
19. září 2001 (17:30) – Gravelines
 Rusko –  Česko 77:54 (17:8, 38:24, 55:44)
19. září 2001 (20:00) – Gravelines

### Play off

#### Čtvrtfinále
Rusko –  Jugoslávie 64:59 (19:16, 36:36, 56:47)
21. září 2001 (13:15) – Le Mans
 Španělsko –  Maďarsko 71:60 (20:15, 39:25, 59:39)
21. září 2001 (15:30) – Le Mans
 Francie –  Slovensko 72:56 (23:19, 36:33, 51:37)
21. září 2001 (17:45) – Le Mans
 Litva –  Polsko 83:81 (10:21, 44:43, 63:65)
21. září 2001 (20:00) – Le Mans

#### Semifinále
Francie –  Litva 75:44 (16:10, 34:25, 57:35)
22. září 2001 (16:30) – Le Mans
 Rusko –  Španělsko 74:59 (22:16, 42:32, 59:44)
22. září 2001 (18:45) – Le Mans

#### Finále
Francie –  Rusko 73:68 (18:18, 37:30, 52:50)
23. září 2001 (16:00) – Le Mans

#### O 3. místo
Španělsko –  Litva 89:74 (23:13, 47:34, 72:54)
23. září 2001 (13:45) – Le Mans

#### O 5. - 8. místo
Jugoslávie –  Maďarsko 78:58 (21:11, 41:29, 60:41)
22. září 2001 (12:00) – Le Mans
 Polsko –  Slovensko 80:66 (17:13, 35:27, 53:46)
22. září 2001 (14:15) – Le Mans

#### O 5. místo
Jugoslávie –  Polsko 82:76 (17:22, 37:35, 56:53)
23. září 2001 (11:30) – Le Mans

#### O 7. místo
Maďarsko –  Slovensko 79:68 (20:18, 32:42, 52:53)
23. září 2001 (9:15) – Le Mans

#### O 9. - 12. místo
Česko –  Rumunsko 71:69 (20:22, 37:42, 55:55)
21. září 2001 (8:45) – Le Mans
 Řecko –  Ukrajina 67:60 (15:13, 33:32, 51:49)
21. září 2001 (11:00) – Le Mans

#### O 9. místo
Česko –  Řecko 62:54 (14:19, 35:35, 48:44)
22. září 2001 (21:00) – Le Mans

#### O 11. místo
Ukrajina –  Rumunsko 70:67 (18:12, 34:34, 55:50)
22. září 2001 (9:45) – Le Mans

## Konečné pořadí
| Pořadí           | Tým        | Z | V | P | Skóre   | B  |
| ---------------- | ---------- | - | - | - | ------- | -- |
| Zlatá medaile    | Francie    | 8 | 8 | 0 | 626:488 | 16 |
| Stříbrná medaile | Rusko      | 8 | 6 | 2 | 562:467 | 14 |
| Bronzová medaile | Španělsko  | 8 | 5 | 3 | 616:552 | 13 |
| 4.               | Litva      | 8 | 5 | 3 | 572:603 | 13 |
| 5.               | Jugoslávie | 8 | 5 | 3 | 602:571 | 13 |
| 6.               | Polsko     | 8 | 4 | 4 | 591:560 | 12 |
| 7.               | Maďarsko   | 8 | 4 | 4 | 514:519 | 12 |
| 8.               | Slovensko  | 8 | 2 | 6 | 527:572 | 10 |
| 9.               | Česko      | 7 | 3 | 4 | 461:494 | 10 |
| 10.              | Řecko      | 7 | 2 | 5 | 440:502 | 9  |
| 11.              | Ukrajina   | 7 | 1 | 6 | 452:541 | 8  |
| 12.              | Rumunsko   | 7 | 1 | 6 | 451:545 | 8  |